# Danmarks Kristelige Gymnasiastbevægelse
Danmarks Kristelige Gymnasiastbevægelse (DKG) er en dansk kristen forening for unge kristne på en ungdoms- eller videregående uddannelse. Foreningen er stiftet 1897 blandt gymnasieeleverne i Københavns KFUM og KFUK.
Foreningen samler unge med forskellig baggrund. Der er lagt vægt på, at medlemmerne mødes og debatterer. Foreningen har en almindelig historisk-kritisk tilgang til Bibelen. Ud over arbejdet i lokalgrupperne holder DKG en række landsstævner. 
Danmarks Kristelige Gymnasiastbevægelse er medlem af Dansk Ungdoms Fællesråd.